# Pinocchio i Hollywood
|  | For andre betydninger, se Pinocchio (flertydig) |
|  | Denne artikel er oprettet af botten PalnaBot ud fra en ekstern database. Den kan derfor have sproglige fejl eller mangler. Denne skabelon kan fjernes efter kontrol af indholdet. |

Pinocchio i Hollywood er en børnefilm fra 1999 instrueret af Jørgen Klubien efter eget manuskript.

## Handling
Jørgen Klubiens vigtigste læreplads har været den amerikanske tegnefilmindustri. Herfra vender han animeret hjem som hovedpersonen i sin delvist selvbiografiske variation over Pinocchio. Den lille trædukke vil erobre verden med sin ukuelige fantasi og sin beskedne tegneblyant. I Hollywood ryger han i kløerne på den skruppelløse hr. Strombolo, men så griber den frelsende engel ind - i skikkelse af selveste Dronningen af Danmark.